# NGC 785
NGC 785 је елиптична галаксија у сазвежђу Троугао која се налази на NGC листи објеката дубоког неба.
Деклинација објекта је + 31° 49' 36" а ректасцензија 2h 1m 40,0s. Привидна величина (магнитуда) објекта NGC 785 износи 12,8 а фотографска магнитуда 13,8. NGC 785 је још познат и под ознакама IC 1766, UGC 1509, MCG 5-5-46, CGCG 503-76, PGC 7694.